# Bahnstrecke Wengerohr–Bernkastel-Kues
| |                      |                                   |                                   |
| Streckennummer (DB): | 3111                 |                                   |                                   |
| Kursbuchstrecke (DB): | zuletzt 622          |                                   |                                   |
| Kursbuchstrecke: | 263b (1946)          |                                   |                                   |
| Streckenlänge: | 15,1 km              |                                   |                                   |
| Spurweite: | 1435 mm (Normalspur) |                                   |                                   |
| Zweigleisigkeit: | –                    |                                   |                                   |
| |                      |                                   |                                   |
| \| \| \| von Bullay \| \| \| \| 0,0 \| Wittlich Hbf (ehem. Wengerohr Bf) \| Wittlich Hbf (ehem. Wengerohr Bf) \| \| \| \| nach Daun \| \| \| \| \| nach Trier \| \| \| \| 3,0 \| Platten \| Platten \| \| \| 8,0 \| Siebenborn \| Siebenborn \| \| \| 9,1 \| Maring \| Maring \| \| \| 10,6 \| Lieser-Mülheim \| Lieser-Mülheim \| \| \| 14,1 \| Cues \| Cues \| \| \| 15,1 \| Bernkastel-Kues \| Bernkastel-Kues \| \| \| \| \| \| \| Quellen: [1] \| \| \| \| |                      |                                   |                                   |
| Strecke |                      | von Bullay                        | von Bullay                        |
| Bahnhof | 0,0                  | Wittlich Hbf (ehem. Wengerohr Bf) | Wittlich Hbf (ehem. Wengerohr Bf) |
| Abzweig geradeaus und ehemals nach rechts |                      | nach Daun                         | nach Daun                         |
| Abzweig ehemals geradeaus und nach rechts |                      | nach Trier                        | nach Trier                        |
| Bahnhof (Strecke außer Betrieb) | 3,0                  | Platten                           | Platten                           |
| Bahnhof (Strecke außer Betrieb) | 8,0                  | Siebenborn                        | Siebenborn                        |
| Haltepunkt / Haltestelle (Strecke außer Betrieb) | 9,1                  | Maring                            | Maring                            |
| Bahnhof (Strecke außer Betrieb) | 10,6                 | Lieser-Mülheim                    | Lieser-Mülheim                    |
| Haltepunkt / Haltestelle (Strecke außer Betrieb) | 14,1                 | Cues                              | Cues                              |
| Kopfbahnhof Streckenende (Strecke außer Betrieb) | 15,1                 | Bernkastel-Kues                   | Bernkastel-Kues                   |
| |                      |                                   |                                   |
| Quellen: |                      |                                   |                                   |

Die Bahnstrecke Wengerohr–Bernkastel-Kues war eine Nebenbahn in Rheinland-Pfalz. Sie verband den Bahnhof von Wengerohr (heute Wittlich Hbf) an der Moselstrecke mit dem Bahnhof von Bernkastel-Kues am nördlichen Ufer der Mosel.
Die Strecke war nur eingleisig ausgebaut und niemals elektrifiziert. Auf ihrer Trasse verläuft heute der Maare-Mosel-Radweg.

## Geschichte
Die Moselstrecke konnte bei ihrem Bau 1879 von Koblenz bis Cochem noch gut dem Lauf der Untermosel folgen. Mit dem Kaiser-Wilhelm-Tunnel umging man dann zum ersten Mal mehrere Moselschleifen. Von Neef bis Bullay verläuft die Moselstrecke dann noch einmal mehrere Kilometer entlang der Mosel. Auf Grund der starken Mäandrierung der Mittelmosel verlässt die Moselstrecke bei Pünderich das Moseltal und führt auf relativ direktem Weg über Wengerohr nach Trier.
Da hierdurch viele Winzerorte nicht ans Eisenbahnnetz angeschlossen wurden, begann man bereits im Folgejahr, einzelne Orte mit Nebenbahnen zu erschließen. So wurde am 21. März 1883 die Stichstrecke nach Traben entlang der Mosel eröffnet.
Im gleichen Jahr wurde auch die Stichstrecke nach Cues fertiggestellt. Diese begann in Wengerohr in der Wittlicher Senke und folgte dem Lauf der Lieser, die bei der gleichnamigen Gemeinde Lieser in die Mosel mündet.
Der Personenverkehr wurde am 2. Juni 1984 eingestellt, der Gesamtverkehr am 27. Mai 1989.
In der Folgezeit wurde die Strecke komplett zurückgebaut und durch den Maare-Mosel-Radweg ersetzt.
Im Juli 2016 beantragte die DB Netz AG die Freistellung von Bahnbetriebszwecken des Abschnitts von km 0,480 (neben dem Sandweg in Wengerohr, kurz hinter Hausnummer 3) bis km 3,250 (südlicher Ortsrand Platten).